# Handalcohol

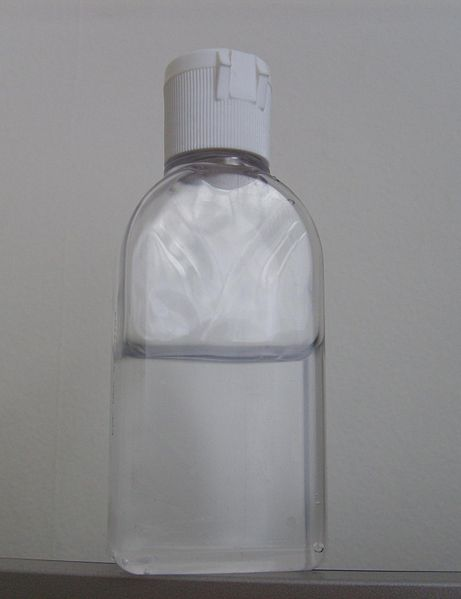
Flacon handalcohol zonder etiket

Handalcohol (ook als handgel of handschuim) is een vloeistof die alcohol bevat om de handen mee te wassen. Er zijn antibacteriële, desinfecterende, antimicrobiële en hygiënische handgels.

## Werking
De alcohol heeft een desinfecterende werking en de vloeistof verdampt bij gebruik waardoor na gebruik de handen niet gedroogd hoeven te worden. Handalcohol kan van ethanol of van isopropanol worden gemaakt. Naast alcohol en een deel water kan een deel glycerine worden toegevoegd om te voorkomen dat de handen uitdrogen. Om de dosering te vergemakkelijken wordt tot slot een verdikkingsmiddel toegevoegd.
De handgel moet minimaal 70% alcohol bevatten als dit de enige virusdoder erin is; zijn er nog andere virusdodende middelen toegevoegd dan kan het percentage lager zijn.
De Wereldgezondheidsorganisatie beveelt in sommige gevallen ook de toevoeging van waterstofperoxide aan tegen bacteriën.

## Toepassingsgebied
Handalcohol wordt voornamelijk in ziekenhuizen gebruikt. Het is qua desinfecterende werking gelijkwaardig aan handzeep. De alcohol heeft in tegenstelling tot handzeep geen reinigende werking en is daardoor voor thuisgebruik over het algemeen minder geschikt.
Alleen als de MRSA-bacterie aanwezig is kan om het besmettingsrisico te verlagen extra ontsmetten raadzaam zijn.

## Afgeraden voor consumentenmarkt
Thuisgebruik van desinfecterende handgels wordt door de Gezondheidsraad afgeraden. Omdat de handgels het immuunsysteem aantast (het doodt goede bacteriën), doen ze meer kwaad dan goed. In sommige landen is verkoop op de consumentenmarkt ervan verboden, dit is in Nederland niet het geval.

## Toegelaten middelen
In Nederland toegelaten desinfectiemiddelen zijn te herkennen aan een vijf cijferig nummer met erachter de N (van Nederland); de Europese Unie heeft een aantal middelen toegelaten te herkennen aan een toelatingsnummer beginnend met EU of NL met daarachter een zeven cijferig nummer, een liggend streepje, en met vier nullen daarachter. Op basis van Europese wet- en regelgeving beoordeelt het College voor de toelating van gewasbeschermingsmiddelen en biociden (Ctgb) of desinfecterende middelen op de Nederlandse markt mogen worden toegelaten. In Nederland voldoet echter een gering deel (te weten anno 2019 13%) van de handdesinfectiemiddelen op de markt aan de wettelijke eisen.
Wanneer een handgel tegen virussen beschermt dan staat op het etiket een 11-cijferige code met een letter N erachter, of een 5-cijferige code met NL ervoor.

## Zelfgemaakte middelen
Zelfgemaakte desinfecterende handalcohol kan worden gemaakt met als ingrediënten gedenatureerde alcohol en glycerine.
Bij een te hoog percentage alcohol is er risico op huidirritatie, bij een te laag percentage kan er niet goed worden gedesinfecteerd.

## Samenstelling
De Wereldgezondheidsorganisatie (World Health Organization (WHO)) heeft een gids uitgebracht over hoe grote hoeveelheden handalcohol te maken uit chemicaliën die in ontwikkelingslanden beschikbaar zijn, waar commerciële handalcoholproducten niet direct voor handen zijn:
| FORMULE 1            | voor 10 liter           | actief farmaceutisch ingrediënt (API) (%) |
| -------------------- | ----------------------- | ----------------------------------------- |
| Ethanol 96%          | 8333 ml                 | 80%                                       |
| Glycerol 98%         | 145 ml                  | 1,45%                                     |
| Waterstofperoxide 3% | 417 ml                  | 0,125%                                    |
| Gedestilleerd water  | aangevuld tot 10.000 ml | 18,425%                                   |

| FORMULE 2            | voor 10 liter           | actief farmaceutisch ingrediënt (API) (%) |
| -------------------- | ----------------------- | ----------------------------------------- |
| Isopropanol 99.8%    | 7515 ml                 | 75,15%                                    |
| Glycerol 98%         | 145 ml                  | 1,45%                                     |
| Waterstofperoxide 3% | 417 ml                  | 0,125%                                    |
| Gedestilleerd water  | aangevuld tot 10.000 ml | 23,425%                                   |

## Corona
Tijdens de coronapandemie van 2020 adviseert het Rijksinstituut voor Volksgezondheid en Milieu (RIVM) handen te blijven wassen met zeep in stromend water als dit aanwezig is, en anders handalcohol of alcoholgel te gebruiken, mits je handen niet zichtbaar of voelbaar vuil zijn (met andere woorden: als je handen zichtbaar of voelbaar vuil zijn, deze eerst schoonmaken met bijvoorbeeld een vochtig doekje). Dit naast de maatregelen zoals thuisblijven bij klachten, en niezen en hoesten in de elleboog.
In juni 2020 bleek bij openbare gelegenheden voor gebruik ter plaatse aangeboden handgels minder dan de benodigde 70 tot 85 procent alcohol te bevatten om het coronavirus uit te schakelen.

## Kritiek
Kritiek op het gebruik en op de vrije beschikbaarheid van handgels op de consumentenmarkt richt zich op verstoring van de hormonale huishouding en resistent worden van bacteriën. Handgels tasten vele goede bacteriën aan die het lichaam nodig heeft. Voor een goede hygiëne thuis en het tegenhouden van bacteriën volstaat het om de handen te wassen met gewone (lees: niet-antibacteriële) zeep.
Er is geen wetenschappelijk bewijs of gebruik van antibacteriële handzeep of handgel thuis, op school of op het werk tot gezondheidkundige baten leidt.